# Bangla Desh (canción)
«Bangla Desh» es una canción del músico inglés George Harrison, lanzada como un sencillo, para recaudar fondos de beneficencia después de los desastres sufridos por Pakistán Oriental en 1971. Es un sencillo que no pertenece al álbum lanzado en julio de 1971, para crear conciencia sobre millones de refugiados del país conocido anteriormente como Pakistán Oriental y antes Bengala Oriental, luego del devastador ciclón Bhola que arrasó al país y la Guerra de Liberación de Bangla Desh.

## Antecedentes
La canción fue escrita debido a que Ravi Shankar, músico hindú/bengalí, le pidió ayuda a George Harrison para auxiliar a su país en cualquier forma posible. Esta colaboración desembocó más tarde en The Concert for Bangladesh, donde Harrison realizó una versión en vivo de la canción, en el Madison Square Garden.
La versión de estudio de «Bangla Desh» sólo se ha lanzado en el álbum recopilatorio de EMI, The Best of George Harrison, en 1976. La cara B del sencillo "Deep Blue" nunca había aparecido en ningún álbum, hasta que se incluyó en la versión remasterizada del álbum de Harrison Living in the Material World, como pista extra, en 2006.

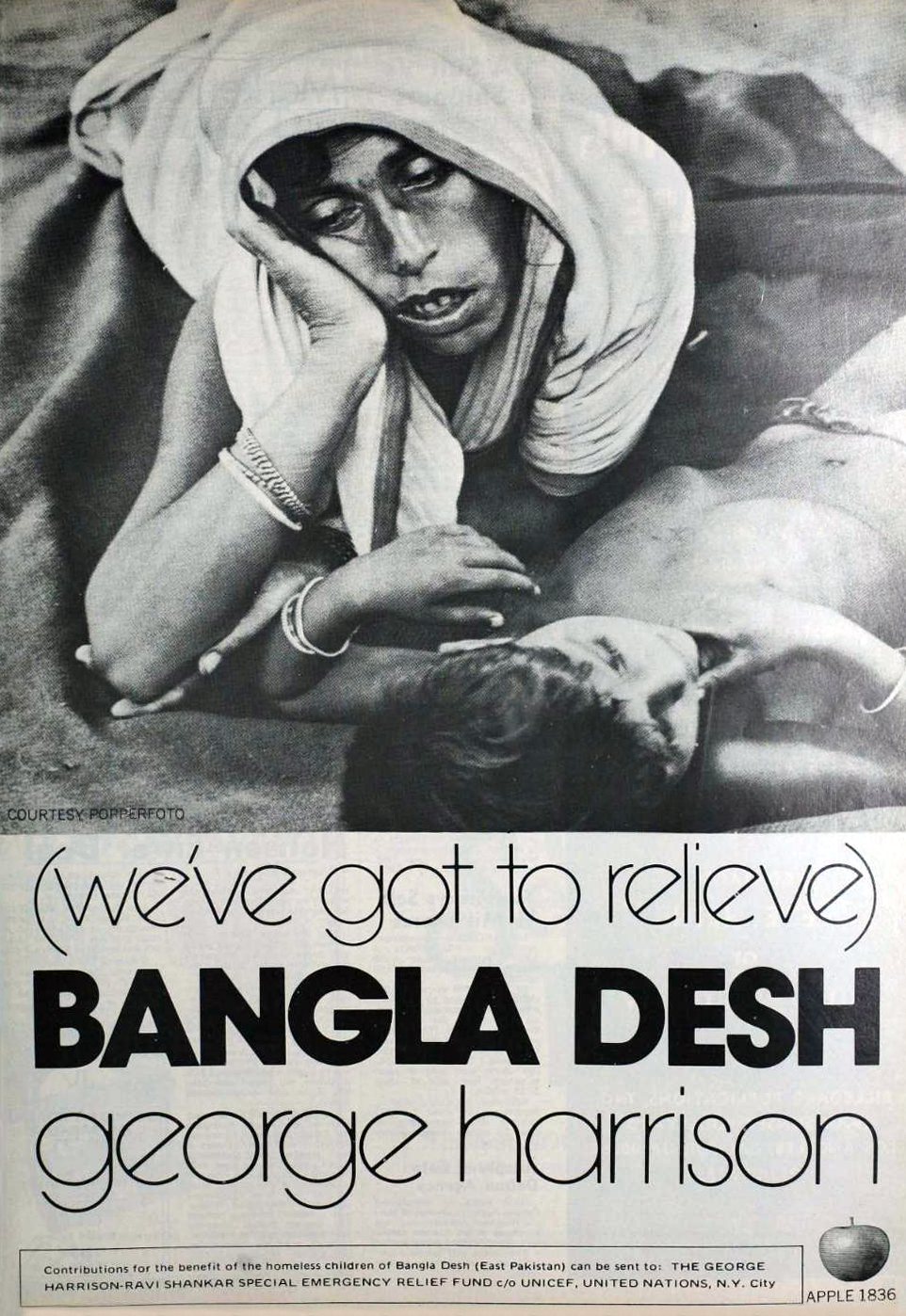
Anuncio en Billboard (1971)

## Posición en listas
| Lista (1971)                     | Mejor posición |
| -------------------------------- | -------------- |
| Swiss Singles Chart              | 2              |
| Norwegian VG-lista Singles Chart | 3              |
| Dutch Singles Chart              | 7              |
| UK Singles Chart                 | 10             |
| U.S. Billboard Hot 100           | 23             |
| Japanese Oricon Singles Chart    | 47             |